# ワッツ・レフト・オブ・ミー
『ワッツ・レフト・オブ・ミー』（What's Left Of Me）は、アメリカの歌手ニック・ラシェイの2枚目のソロ・アルバム。2006年5月9日にリリースされた。
ソロとして最も売れたシングル「What's Left of Me」が収録されており、他にもシングルとしてリリースされた「I Can't Hate You Anymore」や「Resolution」も収録されている。ラシェイによると、このアルバムのうち90%の曲が2005年の11月の終わりごろから作詞された。この時期は前妻であるジェシカ・シンプソンがラシェイに離婚を言い渡した時期である。2006年6月14日に約50万枚を売り上げビルボードチャート2位をマークしたとしてアメリカでゴールドの認定を受けた(しかし全英アルバムチャートでは91位に終わっている)。

## 収録曲
1. "What's Left of Me" – 4:06
2. "I Can't Hate You Anymore" – 3:54
3. "On Your Own" – 3:06
4. "Outside Looking In" – 3:20
5. "Shades of Blue" – 4:18
6. "Beautiful" – 3:34
7. "Everywhere But Here" – 3:29
8. "I Do It for You" – 3:23
9. "Run to Me" – 3:32
10. "Ghosts" – 4:10
11. "You're Not Alone" – 3:43
12. "Resolution" – 3:49

ボーナストラック
1. "Did I Ever Tell You"  – 3:53
2. "Alone"  – 3:28
3. "Because I Told You So" – 3:45

## チャート
| チャート (2006年)     | 最高位 |
| --------------------- | ------ |
| オーストラリア (ARIA) | 13     |
| アイルランド (IRMA)   | 21     |
| UK アルバムズ (OCC)   | 91     |
| US Billboard 200      | 2      |

| チャート (2006年)  | 順位 |
| ------------------ | ---- |
| 全米 Billboard 200 | 107  |